# Nehrəm
Nehrəm è un comune dell'Azerbaigian situato nel distretto di Babək.